# Лапшиха (село, Красноярский край)
Лапшиха — село в Ачинском районе Красноярского края России. Административный центр Лапшихинского сельсовета.

## География
Село расположено в 25 км к северо-востоку от Ачинска и в 145 км к северо-западу от Красноярска. У северного края села протекает река Лапшиха, вблизи южного края протекает Чувашка. 

## История
В 2018 году было принято решение присоединить одноимённый посёлок Лапшиха к селу. Официально решение утверждено Законом Красноярского края от 11 октября 2018 года N 6-2039 «О присоединении поселка Лапшиха к селу Лапшиха и внесении изменений в отдельные Законы края»

## Население
| 1989 | 2002 | 2010 |
| ---- | ---- | ---- |
| 588  | ↘490 | ↘434 |

## Инфраструктура
Личное подсобное хозяйство с зоной сельскохозяйственного использования, индивидуальная застройка усадебного типа.
Основа экономики — сельское хозяйство.

## Транспорт
Имеется тупиковая подъездная автодорога от Ачинска.
В селе находится остановочный пункт Лапшиха на ж.-д. ветке Ачинск — Лесосибирск. На западе от села проходит ж.-д. ветка к Ачинскому НПЗ.